# Joseph Barksdale
Joseph Brennen Barksdale (Detroit, 1º gennaio 1989) è un giocatore di football americano statunitense nel ruolo di offensive tackle per i San Diego Chargers della National Football League (NFL). Fu scelto nel corso del terzo giro (92º assoluto) del Draft NFL 2011 dagli Oakland Raiders. Al college giocò a football all'Università della Louisiana.

## Carriera professionistica

### Oakland Raiders
Barksdale fu scelto nel corso del terzo giro del Draft 2011 dagli Oakland Raiders. Il 29 luglio firmò un contratto quadriennale per un totale di 2,579 milioni di dollari di cui 539.800 di bonus alla firma. Debuttò nella NFL il 12 settembre contro i Denver Broncos. Entrò in azione in tutte le 16 partite della stagione regolare.
Il 26 settembre 2012 venne svincolato.

### St. Louis Rams
Il giorno seguente firmò con i Rams. Chiuse la stagione 2012 con 6 partite di cui 2 da titolare.

### San Diego Chargers
Il 19 maggio 2015 Barksdale firmò un contratto di un anno con i Chargers. Il 7 marzo 2016 il giocatore firmò un rinnovo contrattuale quadriennale 

## Statistiche
| Partite totali             | 70 |
| Partite totali da titolare | 47 |

Statistiche aggiornate alla stagione 2015